# Mihail Ignatev
Mihail Ignatev (n. 7 mai 1985, Leningrad, RSFS Rusă, URSS) este un ciclist rus, medaliat olimpic. A participat la 2 ediții ale Jocurilor Olimpice (2004, 2008) în care a câștigat o medalie de aur și o medalie de bronz.